# Рекетмейстер
Рекетмейстер — посадова особа державного органу нагляду в сфері управління, яка приймала і доповідала прохання і скарги в Російській імперії у 1-й половині XVIII століття. У підпорядкуванні генерал-рекетмейстера була рекетмейстерська контора. У другій половині століття подібні функції виконував також кабінет-секретар.